# Апостольский викариат Саваннакхета

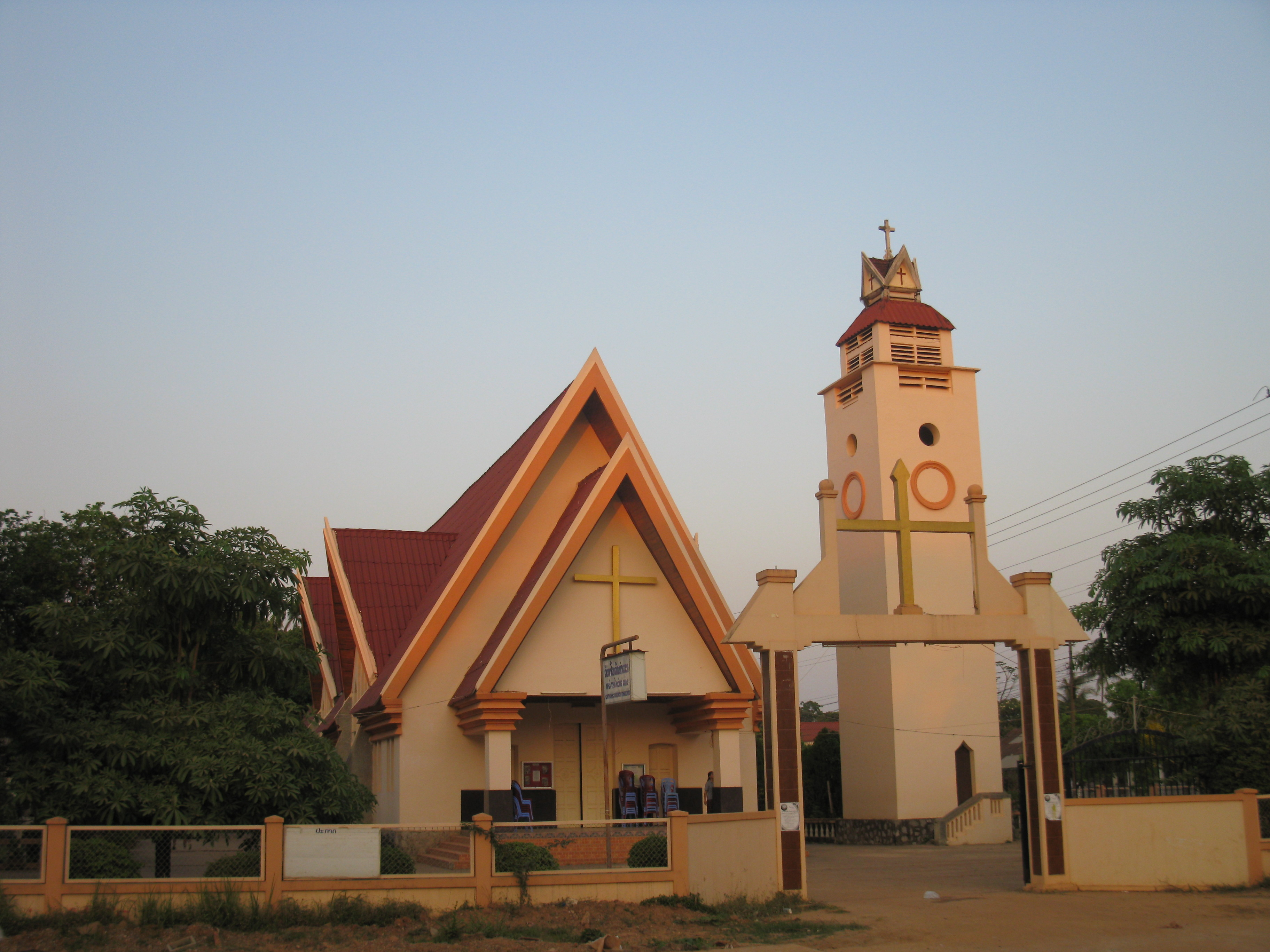
Церковь в городе Тхакхех, Лаос

Апостольский викариат Саваннакхета (лат. Apostolicus Vicariatus Savannakhetensis) — апостольский викариат Римско-Католической Церкви, приравненная к епархии, с центром в городе Саваннакхет, Лаос. Апостольский викариат занимает провинции Лаоса Саваннакхет, Кхаммуан и меньшую часть провинции Борикхамсай.

## История
21 декабря 1950 года Римский папа Пий XII издал буллу «Maius sane catholicae», которой учредил апостольскую префектуру Тхакхеха. 
24 февраля 1958 года Римский папа Пий XII издал буллу «Qui ad Ecclesiae», которой преобразовал апостольскую префектуру Тхакхеха в апостольский викариат. 
26 ноября 1963 года апостольский викариат Тхакхех был переименован в апостольский викариат Саваннакхета.

## Ординарии
- епископ Jean-Rosière-Eugène Arnaud (17.07.1950 — 10.10.1969);
- епископ Pierre-Antonio-Jean Bach (28.06.1971 — 10.07.1975);
- епископ Jean-Baptiste Outhay Thepmany (10.07.1975 — 21.04.1997);
- епископ Jean Sommeng Vorachak (21.04.1997 — 14.07.2009);
- епископ Jean Marie Vianney Prida Inthirath (9.01.2010 — по настоящее время).

## Источник
- Annuario Pontificio, Libreria Editrice Vaticana, Città del Vaticano, 2003, ISBN 88-209-7422-3
- Булла Maius sane catholicae  (лат.)
- Булла Qui ad Ecclesiae  (лат.)